# パルティアンショット
パルティアンショット（英: Parthian shot）とは、弓術（広義）における射法の一つ。軍事においては弓騎兵の射法の一つであり、また、その射法を用いた戦術をも指す。
軍事においては、遊牧民族の弓騎兵が一撃離脱戦法のための用いる射法の一つ、および、その射法による戦法を指す語である。「パルティアの射撃」を原義とするこの語が成立したのは、西暦紀元前後数百年のあいだ古代オリエント世界の中央部で繁栄したパルティア王国（紀元前247年頃 - 226年）が、その使い手として知られ、何度も交戦したローマ人を体験者としてのちのヨーロッパ人にまで語り継がれたことによる。オンライン・エティモロジー・ディクショナリーによれば、そもそも英語の "Parthian" という語は、1580年代にパルティアンショットについて言及した一節 "of or pertaining to the Parthians," に初出している。
なお、パルティアで開発されたものではなく、それより遥かに古いスキタイに起源を求める説が有力である。
古代中国ではアルサケス朝（パルティア）を漢訳名で「安息」と呼んだことから、現代中国語では「安息回馬箭（簡体字: 安息回马箭）、現代日本語では「安息式射法（あんそく しき しゃほう）」とも呼ぶ。

## 射法
ここでは、射手/アーチャー（馬に乗った狩人や弓騎兵など）が用いる射法としての "Parthian shot" について解説する。

### 弓騎兵戦術
軍事分野におけるパルティアンショットは、戦いの最前線に出ては馬上で後ろ向きに矢を放ってから後退することを繰り返す戦闘方法である。
パルティアは遊牧民が政権中核を構成した国家であり、弓と馬の扱いに秀でていた。そのため軍隊の主力にも軽騎兵を採用しており、機動力を生かした戦いを得意としていた。軽騎兵は槍や剣ではなく弓で武装し、一定の距離を保ち矢を放って敵を苦しめた。こうした軽騎兵を効果的に活用するためにパルティア軍は接近した白兵戦につながる会戦をできるだけ避け、戦闘になっても会戦で決着をつけようとはせずにすぐに退却した。退却するパルティアの部隊が追撃する敵に逃げながら矢を放つと、その損害に敵が浮き足立ったり、高速移動に敵の戦列が対応できずに戦闘隊形が乱れる。すると、パルティアの部隊は踵（きびす）を返して攻勢に転じた。こうした戦法は、パルティア独自のものではなく、スキタイ、匈奴、モンゴル帝国といった遊牧国家の戦争に共通したものであるが、ヨーロッパに古典文明を伝えた古代ローマが本格的に対峙した遊牧民勢力がパルティアであったため、ヨーロッパ人にとって遊牧民の戦法は、パルティア的なものとして記憶されるようになった。このようなパルティアの戦い方から、逃げながら馬上から振り返りざまに打つ弓矢の騎撃を「パルティアンショット」と呼ぶようになった。
こうした馬上の弓術は、パルティアの後継政権であるサーサーン朝の帝王の狩猟図像などに記録されているものを、今日でも見ることができる。
なお、日本の騎射では、通常的ではないが、後方からの前方射撃への対処としてパルティアンショットに似た後方射撃の技術「押し捻り（おしひねり）」が存在し、戦況の次第ではこれを使用した。

## 捨て台詞
ここでは、捨て台詞としての "parting shot" および "Parthian shot" について解説する。
「（立ち去る前に発せられる）捨て台詞」を意味する英語の慣用句 "parting shot（日本語音写例：パーティングショット）" は、上述の英語 "Parthian shot" と同根語の関係にある。ここに見られる "parting" は、「パルティア」の古代ギリシア語名に由来しており［ E: parting ＜ part ＜ L: Parthus (="Parthia") ＜ grc: Πάρθος (Párthos. ="Parthia") ］、つまりは "Parthian shot" と同じ語源から発しているわけである。そしてまた、"Parthian shot" のほうも、"parting shot" と同じ意味をも持っている。
"fire [leave] a parting shot" は、「（立ち去る直前に）捨て台詞を吐く」を意する慣用表現である。"deliver a parting shot" は前者より意味が心持ち柔らかい。his parting shot was "drop dead". を和訳すれば「彼の捨て台詞は『消えうせろ』だった」となる。